# Balkanski gagauski turski (jezik)
Balkanski gagauski turski jezik (ISO 639-3: bgx), jezik turskih Juruka kojim govori 327 000 ljudi (Johnstone 1993.) u Turskoj i 4000 u Sjevernoj Makedoniji (područje Kumanova). Postoji više dijalekata, od kojih je glavni juručki (konjarski, 320 000. Dolazi po gradu Konya) i surgučki 7000 (1965.). Ostali manji dijalekti su gajol, gerlovski turski (gerlovo), karamanli, kizilbaški (kyzylbash), tozlučki (tozluk turski), makedonski gagauski.
Različit je od gagauskog [gag] iz Moldove, Bugarske i Rumunjske. Jedan je od četiri turska jezika južnoturkijske skupine. Juruci su nomadski stočari.

## Vanjske poveznice
- Ethnologue (14th)
- Ethnologue (15th)